# Miagrammopes luederwaldti
Miagrammopes luederwaldti es una especie de araña araneomorfa del género Miagrammopes, familia Uloboridae. Fue descrita científicamente por Mello-Leitao en 1925.
Habita en Brasil.